# 新光駅

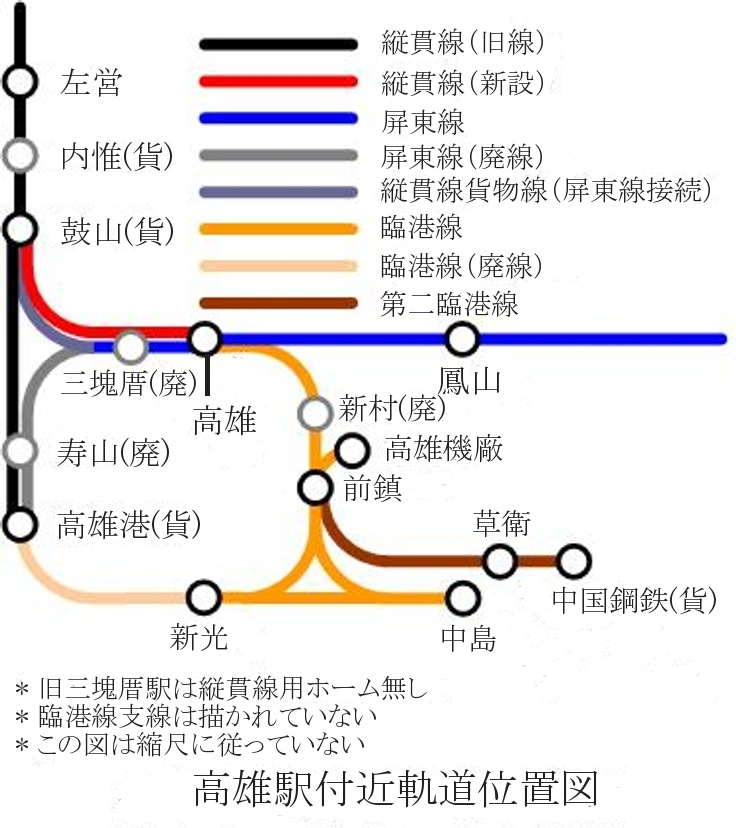
高雄駅付近路線図

新光駅（シングァンえき、しんこうえき）は台湾高雄市前鎮区と苓雅区境界にかつて存在した台湾鉄路管理局（台鉄）高雄臨港線（西臨港線、第1臨港線）の廃駅。臨時特別列車の「DoDo火車」運行に伴い客扱いのために設置された。列車の乗客は数分の停車時間内に自由に駅を出入りすることができた。西臨港線廃止に伴い閉鎖され、軌道部分が木製桟橋に改造、自転車道の一部に組み込まれている。現在は臨港線の後身である高雄捷運環状軽軌の高雄展覧館駅が隣接している。

## 沿革
- 2003年3月3日 - 台湾マクドナルドと高雄市政府によるDoDo火車（中国語版）運行に伴い当駅での客扱いを開始[3]。
- 2006年
  - 1月26日 - 高雄水岸花香ランタンフェスティバル（中国語版）開催に伴い愛河上の苓雅寮大橋に木製遊歩道を設置[4]、ランタンフェスティバル終了後も残された。その後光栄碼頭（中国語版）（苓雅寮操車場）以西の線路は自転車道になり、高雄駅発のDoDo火車は当駅で折り返すこととなった[5]
  - 3月3日 - DoDo火車実質運休[6]。
  - 5月8日 - DoDo火車正式運休[7]。
- 2008年12月16日 - 廃止、撤去[8]。

## 駅構造
- 線路両側に相対式ホームを備える2面1線の地上駅。（線路両側にホームを配しているのは日本の名鉄名古屋駅などでもみられるもので、海外では一般的に「スペイン式」あるいは「バルセロナ式」といわれる。（en:Spanish solution））

### のりば
| ホーム層 | 相対式ホーム                                           | 相対式ホーム |
| ホーム層 | （前鎮操車場）→高雄臨港線 高雄港駅方面（苓雅寮操車場） |              |
| ホーム層 | 相対式ホーム                                           |              |

## 立地

### アクセス
環状軽軌
- C8高雄展覧館駅

高雄市公車
- 環状168幹線、214路、紅21路

### 周辺施設
- 新光碼頭（中国語版）（星光水岸公園）
- 高雄展覧館
- 台湾中油潤滑油事業部
- 高雄85ビル
- 高雄市立図書館総館

## ギャラリー

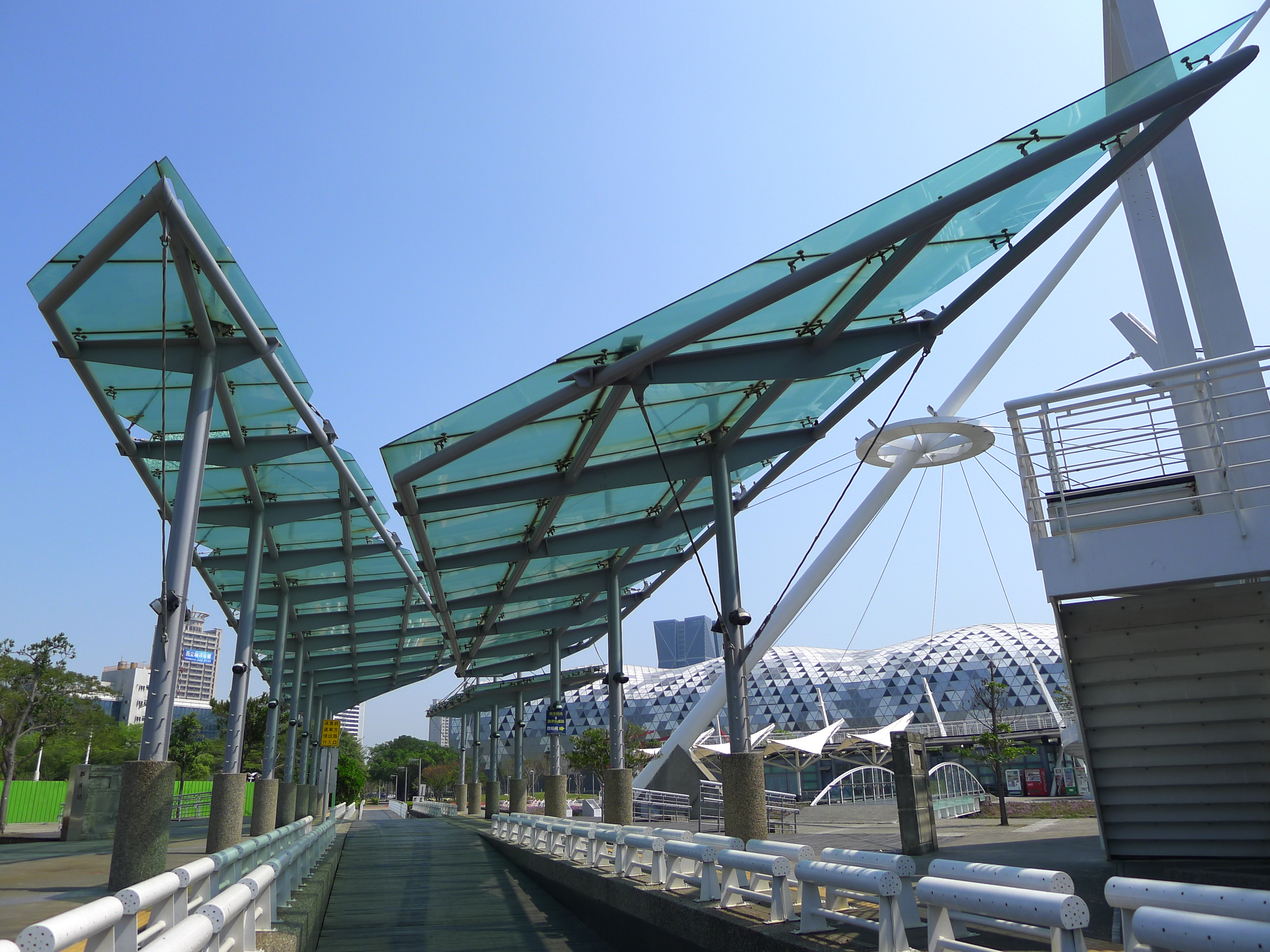
北側から臨む新光駅跡
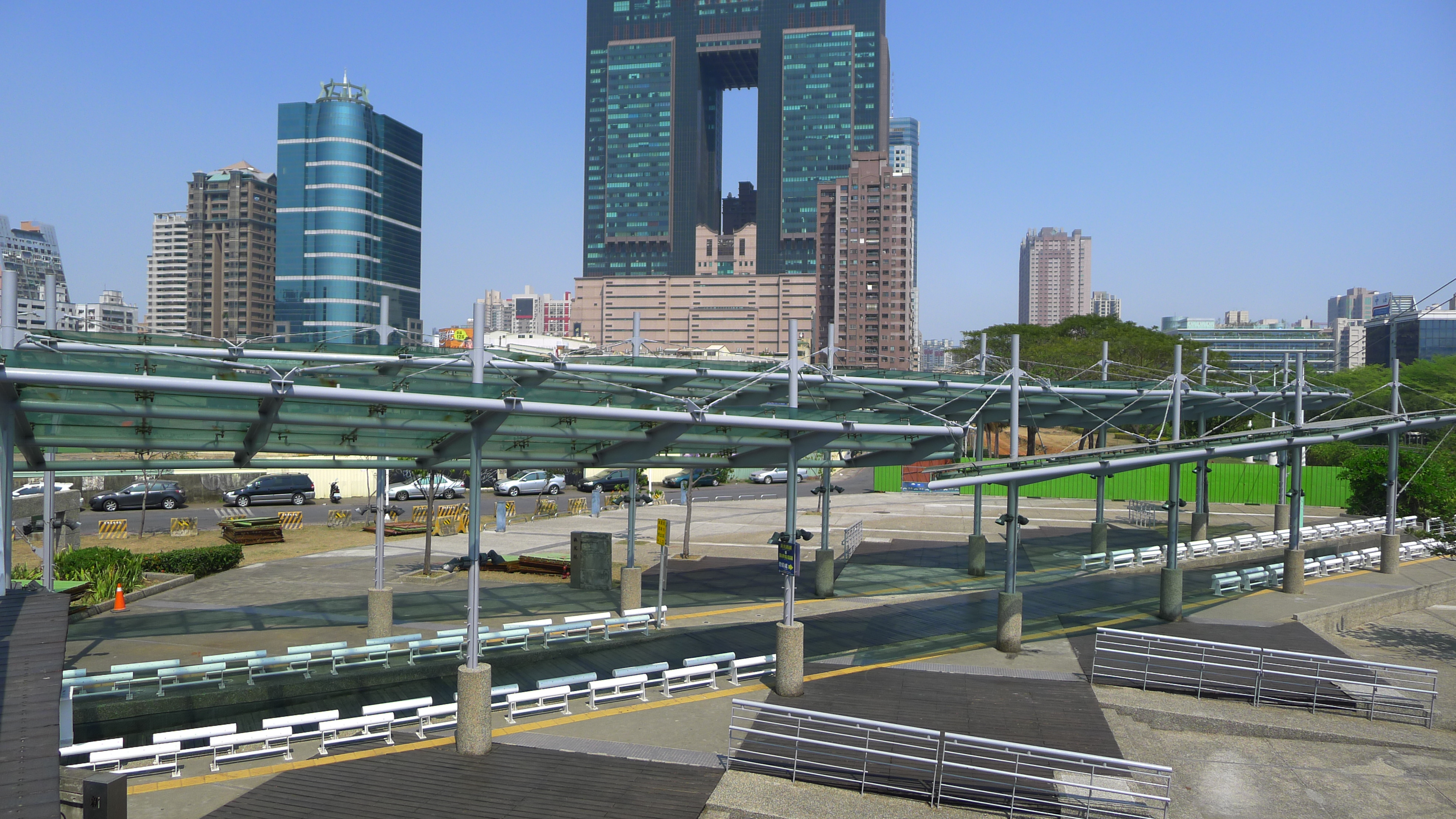
ホーム跡
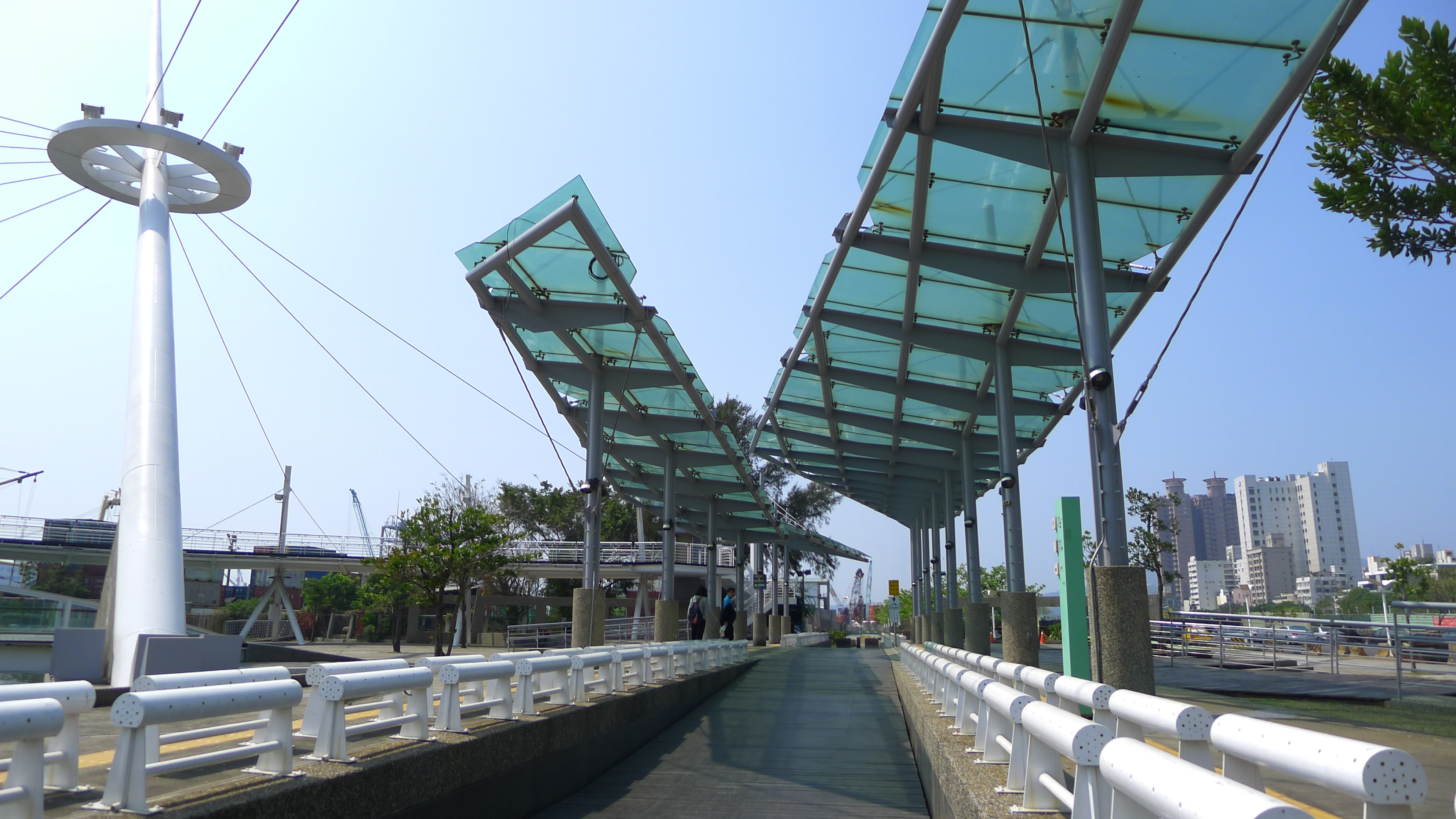
新光駅と星光水岸公園のパブリックアート
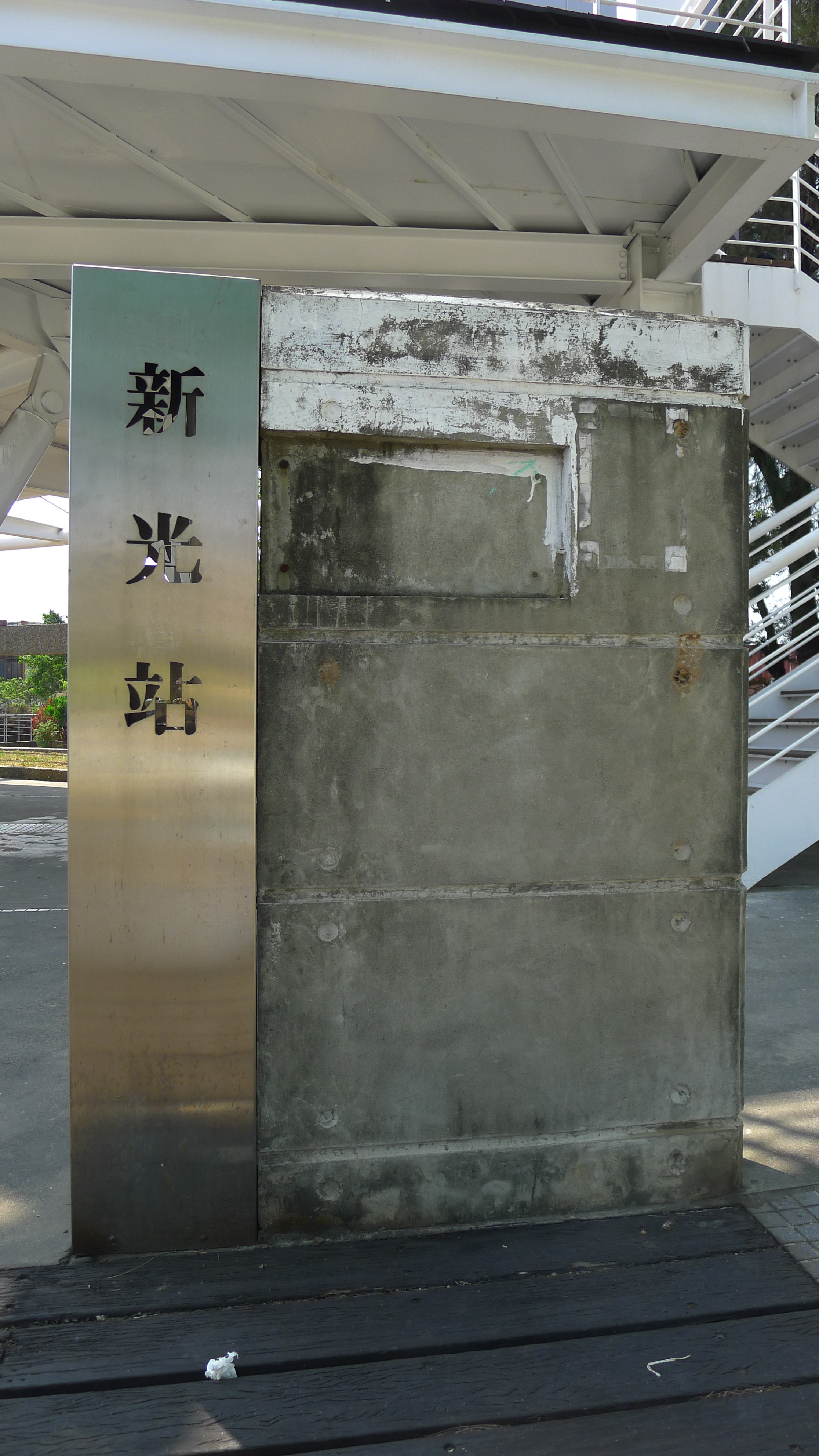
「新光駅」銘板
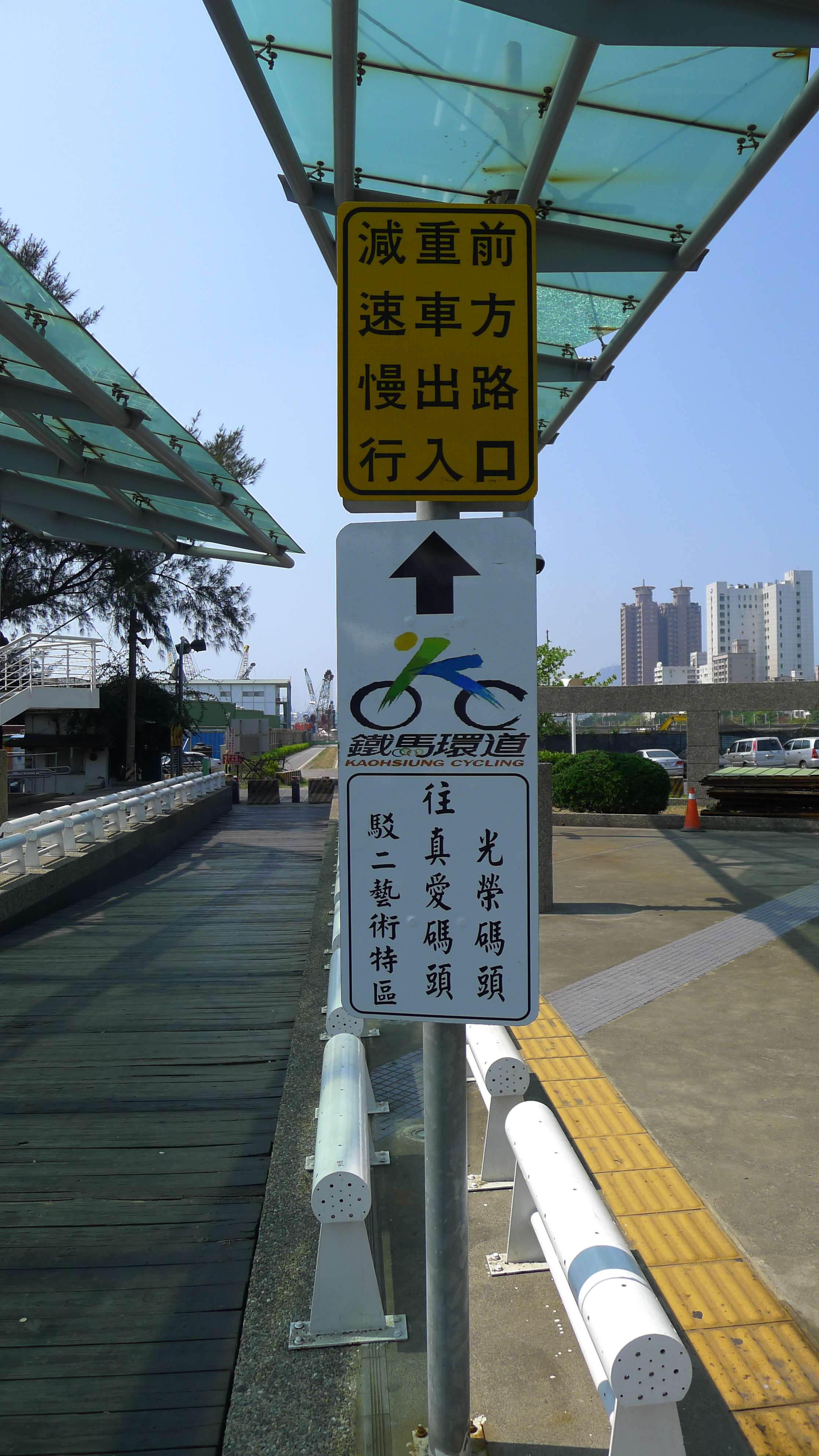
駅構内の鐵馬環道（自転車道）標識

## 隣の駅
台湾鉄路管理局
高雄臨港線（DoDo火車）
苓雅寮操車場 - 新光駅 - 前鎮操車場